# أندرياس غورليتز
اندرياس جورليتز (بالألمانية: Andreas Görlitz) لاعب كرة قدم ألماني. ولد في 31 يناير 1982 في فايلهايم Weilheim-بافاريا-ألمانيا.

## مسيرته الكروية
لعب أندرياس غورليتز خلال مسيرته الاحترافية مع 7 أندية في سبعة عشر موسمًا وسجل خلالها 10 أهداف ضمن 250 مباراة. حيث فاز في موسم واحد بالكأس وفي موسم واحد بالدوري.
خاض أندرياس غورليتز مسيرته مع TSV 1860 Munich II ‏ في موسم 2000–01 واستمر معه طيلة ثلاثة مواسم، مشاركًا في 59 مباراة سجل خلالها 8 أهداف. ثم انتقل إلى نادي ميونخ 1860 في موسم 2002–03 ولمدة موسمين، حيث شارك في 37 مباراة سجل خلالها هدفًا واحدًا. لينتقل بعدها إلى نادي بايرن ميونخ في موسم 2004–05 في المرة الأولى لمدة موسم واحد ثم في موسم 2006–07 لمدة موسم واحد، مشاركًا طوالها في 18 مباراة ولم يسجل أي هدف. ثم انتقل إلى نادي بايرن ميونخ ب في موسم 2005–06 في المرة الأولى ولمدة موسمين ثم في موسم 2009–10 لمدة موسم واحد، مشاركًا طوالها في 21 مباراة ولم يسجل أي هدف أيضًا. هذا وانتقل لاحقًا إلى نادي كارلسروه في موسم 2007–08 ولمدة موسمين، مشاركًا في 49 مباراة ولم يسجل أي هدف أيضًا. ثم انتقل بعدها إلى نادي إنغولشتات 04 في موسم 2010–11 واستمر معه طيلة ثلاثة مواسم، مشاركًا في 63 مباراة سجل خلالها هدفًا واحدًا. ليعود وينتقل من جديد، لكن هذه المرة إلى نادي سان خوزيه إيرث كويكس ما بين عامي 2014 و2015 لمدة موسم واحد، مشاركًا في 3 مباريات ولم يسجل أي هدف.

## روابط خارجية
- أندرياس غورليتز على موقع الاتحاد الدولي (مؤرشف)  (الإنجليزية)
- أندرياس غورليتز على موقع الدوري الأمريكي (الإنجليزية)
- أندرياس غورليتز على موقع قاعدة بيانات كرة القدم.إي يو (الإنجليزية)
- أندرياس غورليتز على موقع بيانات كرة القدم. دي إي (الألمانية)
- أندرياس غورليتز على موقع ناشيونال فوتبول تيمز (الإنجليزية)
- أندرياس غورليتز على موقع Soccerway.com (الإنجليزية)
- أندرياس غورليتز على موقع عالم كرة القدم.نت (الإنجليزية)